# Politikåret 1808

## Händelser
- 22 januari – Portugals kungliga familj flyttar till Brasilien.[1]

## Födda
- 29 december – Andrew Johnson, amerikansk politiker, Tennessees guvernör 1853–1857 och 1862–1865, senator 1857–1862 och 1875, USA:s vicepresident 1865, USA:s president 1865–1869.

### Fotnoter
1. ↑  ”Brazil” (på engelska). World Statesmen. http://www.worldstatesmen.org/Brazil.html. Läst 30 juli 2015.